# Svika Pick
Svika Pick sau Tzvika Pick (în ebraică צביקה פיק, numele la naștere:Henryk Pick, născut la 3 octombrie 1949 la Wrocław, Polonia – d. 14 august 2022, Ramat Hasharon, Israel) a fost un cântăreț și compozitor israelian de muzică ușoară.
A devenit un star al muzicii pop israeliene în anul 1970 când a fost ales să joace rolul principal din musicalul „Hair”. 
Ulterior s-a făcut cunoscut prin mai multe șlagăre de succes.
În anii 1990 a avut un comeback cu ocazia unui turneu de concerte cu formația „Nosséy hamigbáat” (Purtătorii de pălării), apoi a avut un succes internațional cu șlagărul „Diva” care în 1998 a câștigat concursul Eurovision, în interpretarea lui Dana International.
Pe baza vechilor sale hit-uri a fost realizat musicalul „Mary Lou” care a fost în repertoriul Teatrului Habima din Tel Aviv.

## Biografie
Henryk Tzvi Pick s-a născut în 1949 la Wroclaw în Polonia ca fiu al lui Boris Pick și al Paulinei Pick. Unul din bunici a fost director de școală de muzică, iar un unchi a fost profesor de muzică. Familia a emigrat în Israel în anul 1957 (în valul de emigrație cunoscut ca „emigrația Gomulka”). Pick a invatat din copilarie să cânte la chitară și la organ 
El a studiat la Școala de muzică (conservator) din Ramat Gan și a debutat pe scenă la vârsta de 15 ani. A făcut parte din mai multe formații de muzică pop - „Telestar”, „Hashmenim verazim” (Grașii și slabii - dupa denumirea ebraică a cuplului Stan și Bran), „Shokolada”. A fost influențat în acea vreme de muzica pop și rock a formațiilor Beatles, Rolling Stones și Bee Gees.

### Viața privată
Pick s-a căsătorit cu textiera Mirit Shem-Or, care a scris cuvintele la multe din șlagărele sale, inclusiv musicalul Mary Lou, închinat vieții sale.
Ei au divorțat , dar au continuat să colaboreze pe plan artistic.
Pick si Shem-Or au trei copii, din care cele două fiice au devenit și ele cântărețe in cadrul duo-ului Surorile Pick. Una din ele, Daniella, s-a măritat cu regizorul american de cinema Quentin Tarantino.
Cealaltă, Sharona,s-a căsătorit cu proprietarul de hoteluri israelian, Daniel Federman, fiul miliardarului Michael Federmann. 
În anul 2018 a suferit un accident vascular cerebral cu afazie în timpul unui zbor cu avionul de la Londra spre casă. A fost atunci internat de urgență la un spital din Viena. În anii următori a depus eforturi mari de reabilitare, inclusiv pentru reluarea vorbirii. 
A decedat la 72 ani în 2022 în casa sa din Ramat Hasharon, în urma unui stop cardiac.

## Cântece cu care a participat laEurovision
- Diva - cântat de Dana International, din partea Israelului, - locul I la concursul din 1998
- Nadlik beyakhad ner (Light a Candle), cântat de Sarit Hadad, din partea Israelului, locul al 12-lea la concursul din 2002
- Hasta la vista, cântat de Oleksandr Ponomaryov, din partea Ucrainei, locul al 14-lea la concursul din 2003.

## Cântece care au candidat la Pre-Eurovision
- Artik Kartiv  (Israel, 1993), locul al 7-lea
- Or Yareakh(Moonlight) (Israel, 2005), locul al 3-lea
- Lifney Shenifradim (Înainte de a ne despărți) (Israel, 2006), locul al 4-lea
- Sing My Song pentru cântăreața Sofia Nijaradze,Georgia, 2010, locul al 2-lea